# Blomhöjden
Blomhöjden (sydsamiska Jaemesjaevrie), är en by och ett sydsamiskt sameviste vid östra änden av Jaemesjaure (567 m ö.h.) i nordöstra delen av Frostvikens socken, Jämtland.
Blomhöjden ligger cirka tio kilometer väster om Sjoutnäset och tillhör Ohredahke sameby. Platsen används året runt. I byn bor samer och jordbrukare sida vid sida.
Bebyggelsen består av två fjällägenheter och modern samisk bebyggelse. Det finns många spår efter historiska bosättningar.